# Nouha Dicko
Nouha Dicko (Saint-Maurice, 14 maggio 1992) è un calciatore francese naturalizzato maliano, attaccante del Paris FC.